# Męskie Granie 2019
Męskie Granie 2019 – 10. edycja polskiego festiwalu muzycznego Męskie Granie, organizowanego przez agencję eventową Live i sponsorowanego przez firmę Żywiec. Złożyło się na nią 8 koncertów w 7 miastach Polski, odbytych latem 2019. Hymn edycji, „Sobie i Wam”, został nagrany przez supergrupę Męskie Granie Orkiestra 2019, w której skład weszli Nosowska, Igo, Tomasz Organek i Krzysztof Zalewski. Trasa została udokumentowana dwoma albumami koncertowymi: Męskie Granie 2019 i Męskie Granie 2019. Dogrywka, wydanymi kolejno 15 listopada 2019 i 17 kwietnia 2020.

## Organizacja
24 lutego 2019 organizatorzy festiwalu ogłosili konkurs Męskie Granie Young wspierający debiutujących wykonawców. Jego ambasadorzy, Tomasz Organek i Piotr Stelmach, wybrali 20 wykonawców i zainaugurowali internetowe głosowanie. 23 marca 2019 na antenie Programu III Polskiego Radia zostało ogłoszonych 7 wykonawców z największą liczbą głosów (Bibobit, Robert Cichy, Diuna, Nietrzask, Runforrest, Marta Zalewska i Żurkowski), którzy wygrali możliwość wystąpienia na Scenie Ż festiwalu i nakręcenia teledysków.
18 kwietnia 2019 organizatorzy ogłosili listę koncertów w ramach tegorocznej edycji Męskiego Grania. W większości miast festiwal przeniósł się do obiektów większych w porównaniu z tymi dotychczas wynajmowanymi. 30 maja 2019 został ogłoszony skład Męskie Granie Orkiestry 2019, którą utworzyli Nosowska, Igo, Tomasz Organek i Krzysztof Zalewski. Równocześnie odbyła się premiera singla z nagranym przez nich hymnem trasy, „Sobie i Wam”, oraz towarzyszącego mu teledysku. Utwór dotarł do pierwszego miejsca Listy przebojów Programu Trzeciego, drugiego miejsca cotygodniowej listy AirPlay – Top najczęściej odtwarzanych piosenek w polskich radiostacjach i szóstego miejsca cotygodniowego zestawienia najczęściej słuchanych piosenek przez polskich użytkowników serwisu Spotify. Związek Producentów Audio-Video przyznał mu certyfikat platynowej płyty.
5 czerwca 2019 został ogłoszony szczegółowy rozkład wykonawców z podziałem na dwie sceny: Scenę Główną i Scenę Ż. Dodatkowo organizatorzy poinformowali, że na koncertach w Warszawie i Żywcu odbędą się występy jubileuszowego projektu Orkiestra Orkiestr, w ramach których zostaną wykonane wszystkie dotychczasowe hymny Męskiego Grania. Dzień później rozpoczęła się sprzedaż biletów na festiwal. Pełna pula około 80 tysięcy wejściówek została wyprzedana w kilka minut. 1 lipca 2019 organizatorzy ogłosili, że dzień przed finałem trasy w Żywcu odbędzie się dodatkowy koncert.

## Męskie Granie Orkiestra 2019
Skład główny:
- Nosowska
- Igo
- Tomasz Organek
- Krzysztof Zalewski

Muzycy akompaniujący:
- Marcin Macuk
- Michał „Fox” Król
- Piotr Pawlak
- Michał „Malina” Maliński
- Bartek Pająk

## Lista koncertów
Występy są zapisane w kolejności odwrotnej do chronologicznej.
| Data             | Miejscowość | Obiekt                           | Wykonawcy (Scena Główna) | Wykonawcy (Scena Ż)                                       |
| ---------------- | ----------- | -------------------------------- | --- | --------------------------------------------------------- |
| 13 lipca 2019    | Poznań      | Park Cytadela                    | Męskie Granie Orkiestra 2019 Nosowska Ørganek Sokół The Dumplings Łąki Łan Bitamina                                                                   | Rebeka Tęskno The Cassino Rat Kru Marta Zalewska          |
| 20 lipca 2019    | Kraków      | Muzeum Lotnictwa Polskiego       | Męskie Granie Orkiestra 2019 Nosowska Ørganek Bass Astral x Igo O.S.T.R. Natalia Przybysz Jamal                                                       | Terrific Sunday Karolina Czarnecka Linia Nocna Runforrest |
| 27 lipca 2019    | Gdynia      | Park Kolibki                     | Męskie Granie Orkiestra 2019 Nosowska Krzysztof Zalewski Kuba Karaś: Tribute to Lombard Mazolewski/Porter Bitamina                                    | Tęskno Syny Arek Kłusowski Nietrzask                      |
| 3 sierpnia 2019  | Wrocław     | Tor Wyścigów Konnych – Partynice | Męskie Granie Orkiestra 2019 Krzysztof Zalewski Nosowska Paulina Przybysz: Tribute to Breakout Król Bitamina Pablopavo i Ludziki                      | Rebeka Clock Machine Panieneczki Diuna                    |
| 10 sierpnia 2019 | Katowice    | Strefa Kultury                   | Męskie Granie Orkiestra 2019 Ørganek Maria Peszek Lao Che Mazolewski/Porter Ania Rusowicz: Tribute to 2 plus 1 Ralph Kaminski                         | Bluszcz Kasia Lins The Pau Bibobit                        |
| 17 sierpnia 2019 | Warszawa    | Tor wyścigów konnych Służewiec   | Męskie Granie Orkiestra 2019 Orkiesta Orkiestr Krzysztof Zalewski Bass Astral x Igo Maria Peszek Kortez Daria Zawiałow                                | Mrozu Kasai The Cassino Robert Cichy                      |
| 23 sierpnia 2019 | Żywiec      | Amfiteatr pod Grojcem            | Męskie Granie Orkiestra 2019 Łąki Łan Sokół Daria Zawiałow The Dumplings Voo Voo Król Sorry Boys                                                      | Linia Nocna Clock Machine Sosnowski Ziela                 |
| 24 sierpnia 2019 | Żywiec      | Amfiteatr pod Grojcem            | Męskie Granie Orkiestra 2019 Orkiesta Orkiestr Ørganek Bass Astral x Igo Maria Peszek Skalpel Big Band O.S.T.R. Maciej Maleńczuk i Wojciech Waglewski | Mrozu Marcelina Żurkowski Jan Serce                       |

## AlbumMęskie Granie 2019
Album koncertowy Męskie Granie 2019 został wydany 15 listopada 2019 nakładem Agencji Muzycznej Polskiego Radia, w dystrybucji firmy Dressler. Ukazał się on w wydaniu z dwoma płytami CD, w sprzedaży cyfrowej i serwisach strumieniowych. Na pierwszej płycie znalazły się nagrania muzyków występujących podczas festiwalu, zaś na drugiej wykonania Męskie Granie Orkiestry 2019. Dodatkowo w sklepach sieci Empik okazała się edycja specjalna albumu, wzbogacona o jeden występ na płycie pierwszej oraz studyjną wersję singla „Sobie i Wam” na płycie drugiej.
Album zadebiutował na pierwszym miejscu ogólnopolskiej listy sprzedaży OLiS i pozostał na nim również po drugim tygodniu dystrybucji. 11 grudnia 2019 Związek Producentów Audio-Video przyznał mu certyfikat złotej płyty za przekroczenie progu 15 tysięcy sprzedanych egzemplarzy. 22 stycznia 2020 album pokrył się platyną za 30 tysięcy, zaś 28 lipca 2021 podwójnie platynową za 60 tysięcy sprzedanych egzemplarzy.
Nagrania utworów „Zazdrość” i „Sing-sing” w wykonaniu Męskie Granie Orkiestry 2019 promowały album jako single. Pierwszy z nich dotarł do drugiego miejsca Listy przebojów Programu Trzeciego i został nominowany w kategorii Najlepsze nowe wykonanie w plebiscycie Fryderyki 2020.

### Lista utworów

#### Edycja standardowa
Źródło:
| Płyta pierwsza | Płyta pierwsza           | Płyta pierwsza                                             | Płyta pierwsza | Płyta pierwsza                                | Płyta pierwsza |
| Nr             | Tytuł utworu             | Wykonawcy                                                  | Muzyka | Tekst                                         | Długość        |
| -------------- | ------------------------ | ---------------------------------------------------------- | --- | --------------------------------------------- | -------------- |
| 1.             | „Punk Fu!”               | Daria Zawiałow                                             | Daria Zawiałow, Michał Kusz, Rubens                                                                                                   | Daria Zawiałow                                | 4:59           |
| 2.             | „Automaty”               | Lao Che                                                    | Marek Ałaszewski | Marian Skolarski                              | 3:58           |
| 3.             | „Boję się”               | Nosowska, gościnnie: Łona                                  | Fox | Katarzyna Nosowska, Łona                      | 3:51           |
| 4.             | „Dom”                    | Bitamina                                                   | Amar Ziembiński, Dawid Kałuski, Vito Bambino, Paweł Stachowiak, Piotr Sibiński, Tymoteusz Miłowanow                                   | Amar Ziembiński, Vito Bambino, Piotr Sibiński | 3:55           |
| 5.             | „Karwoski”               | Pablopavo i Ludziki                                        | Andrzej Giegiel, Emil Wojtczak, Jakub Kinsner, Jakub Sadowski, Lena Romul-Markuszewska, Pablopavo, Radek Polakowski, Rafał Kazanowski | Pablopavo                                     | 5:30           |
| 6.             | „Running Up That Hill”   | The Dumplings                                              | Kate Bush | Kate Bush                                     | 4:49           |
| 7.             | „Kosmiczne energie”      | Ralph Kaminski                                             | Ralph Kaminski | Ralph Kaminski                                | 5:36           |
| 8.             | „Miłość miłość”          | Krzysztof Zalewski                                         | Andrzej Markowski, Andrzej Smolik, Bolesław Wilczek, Krzysztof Zalewski                                                               | Krzysztof Zalewski, Michał Wiraszko           | 4:54           |
| 9.             | „W dole miasta”          | Król                                                       | Król | Król                                          | 3:40           |
| 10.            | „Sigma”                  | Skalpel Big Band                                           | Igor Pudło, Marcin Cichy | –                                             | 5:46           |
| 11.            | „Feeling Exactly”        | Bass Astral x Igo, gościnnie: Krzysztof Zalewski           | Igo, Bass Astral | Igo, Bass Astral                              | 4:37           |
| 12.            | „Don’t Ask Me Questions” | Mazolewski/Porter                                          | John Porter, Wojciech Mazolewski | John Porter, Wojciech Mazolewski              | 3:46           |
| 13.            | „Krakowski spleen”       | Natalia Przybysz                                           | Marek Jackowski | Kora                                          | 4:48           |
| 14.            | „Run On”                 | Ørganek, gościnnie: Sosnowski                              | tradycyjna | tradycyjny                                    | 5:01           |
| 15.            | „Modlitwa”               | Paulina Przybysz i Rita Pax, gościnnie: Wojciech Waglewski | Tadeusz Nalepa | Bogdan Loebl                                  | 5:40           |
|                |                          |                                                            | |                                               | 1:10:50        |

| Płyta druga (wykonanie: Męskie Granie Orkiestra 2019; w nawiasach wokaliści) | Płyta druga (wykonanie: Męskie Granie Orkiestra 2019; w nawiasach wokaliści)       | Płyta druga (wykonanie: Męskie Granie Orkiestra 2019; w nawiasach wokaliści)                               | Płyta druga (wykonanie: Męskie Granie Orkiestra 2019; w nawiasach wokaliści)       | Płyta druga (wykonanie: Męskie Granie Orkiestra 2019; w nawiasach wokaliści) | Płyta druga (wykonanie: Męskie Granie Orkiestra 2019; w nawiasach wokaliści) |
| Nr                                                                           | Tytuł utworu                                                                       | Muzyka | Tekst                                                                              | Oryginalny wykonawca                                                         | Długość                                                                      |
| ---------------------------------------------------------------------------- | ---------------------------------------------------------------------------------- | --- | ---------------------------------------------------------------------------------- | ---------------------------------------------------------------------------- | ---------------------------------------------------------------------------- |
| 1.                                                                           | „Intro”                                                                            | Marcin Macuk                                                                                               | –                                                                                  | –                                                                            | 6:41                                                                         |
| 2.                                                                           | „O! nie rób tyle hałasu” (Zalewski)                                                | Marek Jackowski                                                                                            | Kora                                                                               | Maanam                                                                       | 1:47                                                                         |
| 3.                                                                           | „Generacja nic” (Organek)                                                          | Jakub Wandachowicz, Marcin Kowalski                                                                        | Krzysztof Ostrowski, Jakub Wandachowicz                                            | Cool Kids of Death                                                           | 2:59                                                                         |
| 4.                                                                           | „Wieża radości, wieża samotności” (Nosowska)                                       | Leszek Nowak                                                                                               | Jarosław Kisiński                                                                  | Sztywny Pal Azji                                                             | 5:52                                                                         |
| 5.                                                                           | „Wspomnienie” (Igo, Zalewski)                                                      | Jan Szczerbiński                                                                                           | Julian Tuwim                                                                       | Czesław Niemen                                                               | 3:55                                                                         |
| 6.                                                                           | „Klus Mitroh” (Zalewski)                                                           | Lech Janerka                                                                                               | Lech Janerka                                                                       | Klaus Mitffoch                                                               | 4:18                                                                         |
| 7.                                                                           | „Sing-Sing” (Zalewski, Nosowska, Igo)                                              | Jacek Mikuła                                                                                               | Agnieszka Osiecka                                                                  | Maryla Rodowicz                                                              | 4:14                                                                         |
| 8.                                                                           | „Wojenka” (Igo, Zalewski)                                                          | Filip Różański, Hubert Dobaczewski, Maciej Dzierżanowski, Mariusz Denst, Michał Jastrzębski, Rafał Borycki | Hubert Dobaczewski                                                                 | Lao Che                                                                      | 3:30                                                                         |
| 9.                                                                           | „Kocham wolność” (Organek)                                                         | Bogdan Łyszkiewicz                                                                                         | Bogdan Łyszkiewicz                                                                 | Chłopcy z Placu Broni                                                        | 4:35                                                                         |
| 10.                                                                          | „Taniec lekkich goryli” (Nosowska, Zalewski, Igo, gościnnie: Jarosław Janiszewski) | Jarosław Janiszewski                                                                                       | Jarosław Janiszewski                                                               | Bielizna                                                                     | 4:38                                                                         |
| 11.                                                                          | „Długość dźwięku samotności” (Igo, gościnnie: Daria Zawiałow)                      | Artur Rojek, Jacek Kuderski, Przemysław Myszor, Wojciech Kuderski, Wojciech Powaga                         | Artur Rojek, Jacek Kuderski, Przemysław Myszor, Wojciech Kuderski, Wojciech Powaga | Myslovitz                                                                    | 4:04                                                                         |
| 12.                                                                          | „Miód” (Zalewski)                                                                  | Jerzy Zagórski, Natalia Przybysz                                                                           | Natalia Przybysz                                                                   | Natalia Przybysz                                                             | 3:56                                                                         |
| 13.                                                                          | „Zamki na piasku” (Zalewski, Igo)                                                  | Jan Borysewicz                                                                                             | Andrzej Mogielnicki                                                                | Lady Pank                                                                    | 4:09                                                                         |
| 14.                                                                          | „Zazdrość” (Zalewski, Igo)                                                         | Piotr Banach                                                                                               | Katarzyna Nosowska                                                                 | Hey                                                                          | 4:59                                                                         |
| 15.                                                                          | „Chcemy być sobą” (Organek, Zalewski, Igo)                                         | Zbigniew Hołdys                                                                                            | Zbigniew Hołdys                                                                    | Perfect                                                                      | 6:27                                                                         |
| 16.                                                                          | „Sobie i Wam” (Nosowska, Igo, Organek, Zalewski)                                   | Katarzyna Nosowska, Marcin Macuk                                                                           | Katarzyna Nosowska                                                                 | Męskie Granie Orkiestra 2019                                                 | 3:51                                                                         |
|                                                                              |                                                                                    | |                                                                                    |                                                                              | 1:09:55                                                                      |

#### Edycja specjalna
Źródło:
| Płyta pierwsza | Płyta pierwsza           | Płyta pierwsza                                             | Płyta pierwsza | Płyta pierwsza                                                        | Płyta pierwsza |
| Nr             | Tytuł utworu             | Wykonawcy                                                  | Muzyka | Tekst                                                                 | Długość        |
| -------------- | ------------------------ | ---------------------------------------------------------- | --- | --------------------------------------------------------------------- | -------------- |
| 1.             | „Punk Fu!”               | Daria Zawiałow                                             | Daria Zawiałow, Michał Kusz, Rubens                                                                                                   | Daria Zawiałow                                                        | 4:59           |
| 2.             | „Automaty”               | Lao Che                                                    | Marek Ałaszewski | Marian Skolarski                                                      | 3:58           |
| 3.             | „Boję się”               | Nosowska, gościnnie: Łona                                  | Fox | Katarzyna Nosowska, Łona                                              | 3:51           |
| 4.             | „Dom”                    | Bitamina                                                   | Amar Ziembiński, Dawid Kałuski, Vito Bambino, Paweł Stachowiak, Piotr Sibiński, Tymoteusz Miłowanow                                   | Amar Ziembiński, Vito Bambino, Piotr Sibiński                         | 3:55           |
| 5.             | „Karwoski”               | Pablopavo i Ludziki                                        | Andrzej Giegiel, Emil Wojtczak, Jakub Kinsner, Jakub Sadowski, Lena Romul-Markuszewska, Pablopavo, Radek Polakowski, Rafał Kazanowski | Pablopavo                                                             | 5:30           |
| 6.             | „Running Up That Hill”   | The Dumplings                                              | Kate Bush | Kate Bush                                                             | 4:49           |
| 7.             | „Kosmiczne energie”      | Ralph Kaminski                                             | Ralph Kaminski | Ralph Kaminski                                                        | 5:36           |
| 8.             | „Miłość miłość”          | Krzysztof Zalewski                                         | Andrzej Markowski, Andrzej Smolik, Bolesław Wilczek, Krzysztof Zalewski                                                               | Krzysztof Zalewski, Michał Wiraszko                                   | 4:54           |
| 9.             | „W dole miasta”          | Król                                                       | Król | Król                                                                  | 3:40           |
| 10.            | „Sigma”                  | Skalpel Big Band                                           | Igor Pudło, Marcin Cichy | –                                                                     | 5:46           |
| 11.            | „Lass”                   | Łąki Łan                                                   | Jarosław Jóźwik, Michał Chęć, Piotr Koźbielski, Włodzimierz Dembowski                                                                 | Jarosław Jóźwik, Michał Chęć, Piotr Koźbielski, Włodzimierz Dembowski | 5:48           |
| 12.            | „Feeling Exactly”        | Bass Astral x Igo, gościnnie: Krzysztof Zalewski           | Igo, Bass Astral | Igo, Bass Astral                                                      | 4:37           |
| 13.            | „Don’t Ask Me Questions” | Mazolewski/Porter                                          | John Porter, Wojciech Mazolewski | John Porter, Wojciech Mazolewski                                      | 3:46           |
| 14.            | „Krakowski spleen”       | Natalia Przybysz                                           | Marek Jackowski | Kora                                                                  | 4:48           |
| 15.            | „Run On”                 | Ørganek, gościnnie: Sosnowski                              | tradycyjna | tradycyjny                                                            | 5:01           |
| 16.            | „Modlitwa”               | Paulina Przybysz i Rita Pax, gościnnie: Wojciech Waglewski | Tadeusz Nalepa | Bogdan Loebl                                                          | 5:40           |
|                |                          |                                                            | |                                                                       | 1:16:38        |

| Płyta druga (wykonanie: Męskie Granie Orkiestra 2019; w nawiasach wokaliści) | Płyta druga (wykonanie: Męskie Granie Orkiestra 2019; w nawiasach wokaliści)       | Płyta druga (wykonanie: Męskie Granie Orkiestra 2019; w nawiasach wokaliści)                               | Płyta druga (wykonanie: Męskie Granie Orkiestra 2019; w nawiasach wokaliści)       | Płyta druga (wykonanie: Męskie Granie Orkiestra 2019; w nawiasach wokaliści) | Płyta druga (wykonanie: Męskie Granie Orkiestra 2019; w nawiasach wokaliści) |
| Nr                                                                           | Tytuł utworu                                                                       | Muzyka | Tekst                                                                              | Oryginalny wykonawca                                                         | Długość                                                                      |
| ---------------------------------------------------------------------------- | ---------------------------------------------------------------------------------- | --- | ---------------------------------------------------------------------------------- | ---------------------------------------------------------------------------- | ---------------------------------------------------------------------------- |
| 1.                                                                           | „Intro”                                                                            | Marcin Macuk                                                                                               | –                                                                                  | –                                                                            | 6:41                                                                         |
| 2.                                                                           | „O! nie rób tyle hałasu” (Zalewski)                                                | Marek Jackowski                                                                                            | Kora                                                                               | Maanam                                                                       | 1:47                                                                         |
| 3.                                                                           | „Generacja nic” (Organek)                                                          | Jakub Wandachowicz, Marcin Kowalski                                                                        | Krzysztof Ostrowski, Jakub Wandachowicz                                            | Cool Kids of Death                                                           | 2:59                                                                         |
| 4.                                                                           | „Wieża radości, wieża samotności” (Nosowska)                                       | Leszek Nowak                                                                                               | Jarosław Kisiński                                                                  | Sztywny Pal Azji                                                             | 5:52                                                                         |
| 5.                                                                           | „Wspomnienie” (Igo, Zalewski)                                                      | Jan Szczerbiński                                                                                           | Julian Tuwim                                                                       | Czesław Niemen                                                               | 3:55                                                                         |
| 6.                                                                           | „Klus Mitroh” (Zalewski)                                                           | Lech Janerka                                                                                               | Lech Janerka                                                                       | Klaus Mitffoch                                                               | 4:18                                                                         |
| 7.                                                                           | „Sing-Sing” (Zalewski, Nosowska, Igo)                                              | Jacek Mikuła                                                                                               | Agnieszka Osiecka                                                                  | Maryla Rodowicz                                                              | 4:14                                                                         |
| 8.                                                                           | „Wojenka” (Igo, Zalewski)                                                          | Filip Różański, Hubert Dobaczewski, Maciej Dzierżanowski, Mariusz Denst, Michał Jastrzębski, Rafał Borycki | Hubert Dobaczewski                                                                 | Lao Che                                                                      | 3:30                                                                         |
| 9.                                                                           | „Kocham wolność” (Organek)                                                         | Bogdan Łyszkiewicz                                                                                         | Bogdan Łyszkiewicz                                                                 | Chłopcy z Placu Broni                                                        | 4:35                                                                         |
| 10.                                                                          | „Taniec lekkich goryli” (Nosowska, Zalewski, Igo, gościnnie: Jarosław Janiszewski) | Jarosław Janiszewski                                                                                       | Jarosław Janiszewski                                                               | Bielizna                                                                     | 4:38                                                                         |
| 11.                                                                          | „Długość dźwięku samotności” (Igo, gościnnie: Daria Zawiałow)                      | Artur Rojek, Jacek Kuderski, Przemysław Myszor, Wojciech Kuderski, Wojciech Powaga                         | Artur Rojek, Jacek Kuderski, Przemysław Myszor, Wojciech Kuderski, Wojciech Powaga | Myslovitz                                                                    | 4:04                                                                         |
| 12.                                                                          | „Miód” (Zalewski)                                                                  | Jerzy Zagórski, Natalia Przybysz                                                                           | Natalia Przybysz                                                                   | Natalia Przybysz                                                             | 3:56                                                                         |
| 13.                                                                          | „Zamki na piasku” (Zalewski, Igo)                                                  | Jan Borysewicz                                                                                             | Andrzej Mogielnicki                                                                | Lady Pank                                                                    | 4:09                                                                         |
| 14.                                                                          | „Zazdrość” (Zalewski, Igo)                                                         | Piotr Banach                                                                                               | Katarzyna Nosowska                                                                 | Hey                                                                          | 4:59                                                                         |
| 15.                                                                          | „Chcemy być sobą” (Organek, Zalewski, Igo)                                         | Zbigniew Hołdys                                                                                            | Zbigniew Hołdys                                                                    | Perfect                                                                      | 6:27                                                                         |
| 16.                                                                          | „Sobie i Wam” (Nosowska, Igo, Organek, Zalewski)                                   | Katarzyna Nosowska, Marcin Macuk                                                                           | Katarzyna Nosowska                                                                 | Męskie Granie Orkiestra 2019                                                 | 3:51                                                                         |
| 17.                                                                          | „Sobie i Wam” (Nosowska, Igo, Organek, Zalewski; wersja studyjna)                  | Katarzyna Nosowska, Marcin Macuk                                                                           | Katarzyna Nosowska                                                                 | Męskie Granie Orkiestra 2019                                                 | 3:22                                                                         |
|                                                                              |                                                                                    | |                                                                                    |                                                                              | 1:13:17                                                                      |

## AlbumMęskie Granie 2019. Dogrywka
Dodatkowy album koncertowy Męskie Granie 2019. Dogrywka został wydany 17 kwietnia 2020 nakładem Agencji Muzycznej Polskiego Radia, w dystrybucji firmy Dressler. Ukazał się on na CD, w sprzedaży cyfrowej i serwisach strumieniowych. Album zadebiutował na ósmym miejscu ogólnopolskiej listy sprzedaży OLiS.

### Lista utworów
Źródło:
| Nr  | Tytuł utworu                  | Wykonawcy                                                                 | Muzyka | Tekst                            | Długość |
| --- | ----------------------------- | ------------------------------------------------------------------------- | --- | -------------------------------- | ------- |
| 1.  | „Koledzy”                     | Maciej Maleńczuk i Wojciech Waglewski                                     | Wojciech Waglewski | Wojciech Waglewski               | 4:59    |
| 2.  | „Six Feet Under”              | Mazolewski/Porter                                                         | John Porter, Wojciech Mazolewski                                                                                       | John Porter, Wojciech Mazolewski | 4:59    |
| 3.  | „United Colours of Armagedon” | Lao Che                                                                   | Filip Różański, Hubert Dobaczewski, Karol Gola, Maciej Dzierżanowski, Mariusz Denst, Michał Jastrzębski, Rafał Borycki | Hubert Dobaczewski               | 4:59    |
| 4.  | „Kocham być z tobą”           | The Dumplings                                                             | Justyna Święs, Kuba Karaś                                                                                              | Justyna Święs                    | 4:59    |
| 5.  | „It’s Only Emotion”           | Bass Astral x Igo                                                         | Igo, Bass Astral | Igo, Bass Astral                 | 4:59    |
| 6.  | „Iść w stronę słońca”         | Ania Rusowicz, gościnnie: Steve Nash                                      | Janusz Kruk | Andrzej Mogielnicki              | 4:59    |
| 7.  | „Bombaj”                      | Łąki Łan                                                                  | Łąki Łan | Łąki Łan                         | 4:59    |
| 8.  | „Oni zaraz przyjdą tu”        | Paulina Przybysz i Rita Pax, gościnnie: Vito Bambino i Wojciech Waglewski | Tadeusz Nalepa | Bogdan Loebl                     | 4:59    |
| 9.  | „Dziwny sen”                  | Kortez                                                                    | Kortez | Agata Trafalska                  | 4:59    |
| 10. | „Zboża”                       | Krzysztof Zalewski                                                        | Andrzej Markowski, Krzysztof Zalewski, Marcin Bors                                                                     | Krzysztof Zalewski               | 4:59    |
| 11. | „Sto lat”                     | Natalia Przybysz, gościnnie: Ralph Kaminski                               | Jerzy Zagórski, Natalia Przybysz                                                                                       | Natalia Przybysz                 | 4:59    |
| 12. | „Simple”                      | Skalpel Big Band                                                          | Igor Pudło, Marcin Cichy                                                                                               | –                                | 4:59    |
| 13. | „Brawa dla państwa”           | Nosowska                                                                  | Fox | Katarzyna Nosowska               | 4:59    |
| 14. | „Flota zjednoczonych sił”     | Voo Voo, gościnnie: Monika Borzym i Ritmo Bloco                           | Wojciech Waglewski | Wojciech Waglewski               | 4:59    |
| 15. | „Niemiłość”                   | Ørganek                                                                   | Adam Staszewski, Robert Markiewicz, Tomasz Lewandowski, Tomasz Organek                                                 | Tomasz Organek                   | 4:59    |
|     |                               |                                                                           | |                                  | 1:14:45 |

## Nagrody i nominacje
| Plebiscyt      | Data                     | Kategoria                | Nominacja     | Rezultat  | Źr.    |
| -------------- | ------------------------ | ------------------------ | ------------- | --------- | ------ |
| Fryderyki 2020 | 1 października 2020(dts) | Najlepsze nowe wykonanie | „Zazdrość”    | Nominacja | [ 26 ] |
| Fryderyki 2020 | 1 października 2020(dts) | Nagroda publiczności     | „Sobie i Wam” | Nominacja | [ 27 ] |